# Ямайка на літніх Олімпійських іграх 2008
Ямайка на літніх Олімпійських іграх 2008 в Пекіні (Китай) була представлена 50-ма спортсменами (23 чоловіки та 27 жінок) у 29 дисциплінах 4 видів спорту, які вибороли десять олімпійських медалей.
Наймолодшим учасником змагань стала плавчиня Наташа Муді (17 років 312 днів), найстарішим — вершниця Саманта Алберт (37 років 71 день).

## Золото
1. Усейн Болт — легка атлетика, біг на 100 метрів, чоловіки.
2. Шеллі-Енн Фрейзер-Прайс — легка атлетика, біг на 100 метрів, жінки.
3. Усейн Болт — легка атлетика, біг на 200 метрів, чоловіки.
4. Мелейн Вокер — легка атлетика, біг на 400 метрів з бар'єрами, жінки.
5. Вероніка Кемпбелл-Браун — легка атлетика, біг на 200 метрів, жінки.

## Срібло
1. Шерон Сімпсон — легка атлетика, біг на 100 метрів, жінки.
2. Керрон Стюарт — легка атлетика, біг на 100 метрів, жінки.
3. Шеріка Вільямс — легка атлетика, біг на 400 метрів, жінки.
4. Боббі-Ґей Вілкінс, Шеріфа Ллойд, Розмарі Вайт, Новлін Вільямс, Шеріка Вільямс — легка атлетика, естафета 4×400 метрів, жінки.

## Бронза
1. Керрон Стюарт — легка атлетика, біг на 200 метрів, жінки.